# Ménéac
Ménéac é uma comuna francesa na região administrativa da Bretanha, no departamento Morbihan. Estende-se por uma área de 68,04 km². Em 2010 a comuna tinha 1 589 habitantes (densidade: 23,4 hab./km²).